# Billighetsrätt
Billighetsrätt (engelska: equity) är ett engelskt juridiskt begrepp som ofta felaktigt översätts till svenska med ’skälighet’. Billighetsrätten syftar på lordkanslerns dömande verksamhet under medeltiden och omfattar de regler som skapades av lordkanslerns domstol samt senare av de särskilda domstolarna för equity. Equity betecknar alltså en viss typ av regel utan att säga något om reglernas konkreta innehåll.
Billighetsrätten måste begreppsmässigt hållas isär från common law och från statutory law. Equity har sitt ursprung i att de medeltida juridiska reglerna i common law var helt oflexibla och i vissa situationer kunde leda till uppenbar orättvisa. När en part hade råkat ut för en situation då de stränga reglerna i common law fick orättvisa resultat, kunde han vända sig till lordkanslern och be om en mildare dom. Lordkanslern kunde då under vissa förutsättningar och med stöd i kyrklig rätt skipa rättvisa mellan parten och hans motpart. 
Ursprungligen var det alltså utmärkande för billighetsrätten att den utgjorde en säkerhetsventil. Dess tillämpning var helt upp till lordkanslerns bedömning, och de sanktioner eller anvisningar som han utdömde kunde också de bestämmas från fall till fall. Därav namnet equity – ursprungligen hade dessa regler verkligen med skälighet att göra.
Över tid stelnade dock systemet och blev mera likt common law, det vill säga det fanns tillämpningsförutsättningar för när reglerna kunde anses vara tillämpliga. Dessutom uppkom det mera fasta ramar för vilka utslag som domstolen kunde ge. Common law och billighetsrätten förvaltades dock av olika domstolar ända fram till 1874: först då slogs de olika domstolarna ihop till de domstolar som finns i England och Wales idag.
I den moderna engelska rätten pågår diskussioner kring huruvida det fortfarande är nödvändigt att upprätthålla den terminologiska skillnaden mellan common law och billighetsrätt. Det har bland annat att göra med att de regler som grundar sig på historiska equity-regler utmärker sig genom en något större flexibilitet än de traditionella common law-regler. Den engelska rätten är dock ännu långt ifrån ett generellt skälighetstänkande av samma slag som det som finns i svensk rätt.